# Fußball-Club Bayern München 2000-2001
Questa voce raccoglie le informazioni riguardanti il Fußball-Club Bayern München nelle competizioni ufficiali della stagione 2000-2001.

## Stagione
Questa stagione si apre con il quarto successo del Bayern in Coppa di Lega. In coppa di Germania la squadra viene eliminata al secondo turno ad opera del Magdeburgo, che ha la meglio ai tiri di rigore. Intanto i tedeschi avanzano nella Champions League: vincono il gruppo nella prima fase a gironi, e si qualificano alla seconda insieme al Paris Saint-Germain. Qui vincono nuovamente il girone, ed approdano alla fase ad eliminazione diretta insieme all'Arsenal. I Rossi ottengono poi quattro vittorie con Manchester United e Real Madrid rispettivamente nei quarti di finale e in semifinale della manifestazione, e giungono così alla finale. Questa partita si gioca il 23 maggio 2001 a Milano contro il Valencia, e qui i rigori sono protagonisti: nei tempi regolamentari segnano infatti dal dischetto prima Gaizka Mendieta per gli spagnoli e poi Stefan Effenberg per i tedeschi, mentre in precedenza Mehmet Scholl si era fatto parare il penalty del possibile pareggio. Questo risultato rimane immutato anche alla fine dei tempi supplementari, e il Bayern vince il trofeo nell'epilogo dagli undici metri, dopo che Oliver Kahn riesce a parare il tiro di Mauricio Pellegrino. Qualche giorno prima i bavaresi avevano vinto anche il diciassettesimo titolo tedesco. La squadra si presenta all'ultima giornata con tre punti di vantaggio sullo Schalke 04, ma con una differenza reti peggiore rispetto agli avversari. Lo Schalke chiude il torneo con la vittoria per 5-3 contro l'Unterhaching, e sta per festeggiare la conquista del titolo in quanto i bavaresi subiscono il gol dell'1-0 dall'Amburgo al novantesimo; il pareggio che dà la vittoria del campionato al Bayern viene però segnato da Patrik Andersson in pieno recupero, su calcio di punizione indiretto.

## Maglie e sponsor
| Casa | Trasferta | Terza divisa | Quarta divisa |  |

## Rosa
| N. |                     | Ruolo | Calciatore                  |
| -- | ------------------- | ----- | --------------------------- |
| 1  | Germania (bandiera) | P     | Oliver Kahn (vice-capitano) |
| 2  | Francia (bandiera)  | D     | Willy Sagnol                |
| 3  | Francia (bandiera)  | D     | Bixente Lizarazu            |
| 4  | Ghana (bandiera)    | D     | Samuel Kuffour              |
| 5  | Svezia (bandiera)   | D     | Patrik Andersson            |
| 6  | Germania (bandiera) | C     | Michael Wiesinger           |
| 7  | Germania (bandiera) | C     | Mehmet Scholl               |
| 8  | Germania (bandiera) | C     | Thomas Strunz               |
| 9  | Brasile (bandiera)  | A     | Giovane Élber               |
| 10 | Svizzera (bandiera) | C     | Ciriaco Sforza              |
| 11 | Germania (bandiera) | C     | Stefan Effenberg (capitano) |
| 13 | Brasile (bandiera)  | A     | Paulo Sérgio                |
| 15 | Polonia (bandiera)  | C     | Sławomir Wojciechowski      |
| 16 | Germania (bandiera) | C     | Jens Jeremies               |
| 17 | Germania (bandiera) | C     | Thorsten Fink               |

| N. |                                 | Ruolo | Calciatore         |
| -- | ------------------------------- | ----- | ------------------ |
| 18 | Germania (bandiera)             | C     | Michael Tarnat     |
| 19 | Germania (bandiera)             | A     | Carsten Jancker    |
| 20 | Bosnia ed Erzegovina (bandiera) | C     | Hasan Salihamidžić |
| 21 | Germania (bandiera)             | A     | Alexander Zickler  |
| 22 | Germania (bandiera)             | P     | Bernd Dreher       |
| 23 | Inghilterra (bandiera)          | C     | Owen Hargreaves    |
| 24 | Paraguay (bandiera)             | A     | Roque Santa Cruz   |
| 25 | Germania (bandiera)             | D     | Thomas Linke       |
| 26 | Italia (bandiera)               | A     | Antonio Di Salvo   |
| 27 | Turchia (bandiera)              | A     | Berkant Göktan     |
| 28 | Germania (bandiera)             | C     | Patrick Mölzl      |
| 29 | Germania (bandiera)             | D     | Sebastian Backer   |
| 30 | Francia (bandiera)              | C     | Alou Diarra        |
| 31 | Germania (bandiera)             | D     | Stephan Kling      |
| 33 | Germania (bandiera)             | P     | Stefan Wessels     |

## Organigramma societario
Area direttiva
- Presidente: Franz Beckenbauer

Area tecnica
- Allenatore: Ottmar Hitzfeld
- Allenatore in seconda: Michael Henke
- Preparatore dei portieri: Sepp Maier
- Preparatori atletici:

## Calciomercato

### Sessione estiva
| Acquisti | Acquisti       | Acquisti          | Acquisti |
| R.       | Nome           | da                | Modalità |
| -------- | -------------- | ----------------- | -------- |
| A        | Berkant Göktan | Arminia Bielefeld |          |
| D        | Willy Sagnol   | Monaco            |          |
| C        | Ciriaco Sforza | Kaiserslautern    |          |

| Cessioni | Cessioni            | Cessioni   | Cessioni |
| R.       | Nome                | a          | Modalità |
| -------- | ------------------- | ---------- | -------- |
| D        | Markus Babbel       | Liverpool  |          |
| C        | David Jarolím       | Norimberga |          |
| D        | Nils-Eric Johansson | Norimberga |          |
| P        | Sven Scheuer        | Adanaspor  |          |
| D        | Frank Wiblishauser  | Norimberga |          |

### Sessione invernale
| Acquisti | Acquisti | Acquisti | Acquisti |
| R.       | Nome     | da       | Modalità |
| -------- | -------- | -------- | -------- |

| Cessioni | Cessioni       | Cessioni | Cessioni |
| R.       | Nome           | a        | Modalità |
| -------- | -------------- | -------- | -------- |
| C        | Andrew Sinkala | Colonia  |          |

## Risultati

### Bundesliga

#### Girone di andata
| Arbitro: | Merk |

|                                                           |           |          |
| Scholl 9’ (rig.) Jancker 65’ Zickler 81’ Salihamidžić 88’ | Marcatori | 89’ Daei |

| Arbitro: | Berg |

|  |           |                                 |
|  | Marcatori | 17’, 22’ Jancker 19’ Santa Cruz |

| Arbitro: | Wagner |

|                                        |           |             |
| Scholl 19’ (rig.) Jancker 36’ Fink 87’ | Marcatori | 59’ Akonnor |

| Arbitro: | Heynemann |

|                       |           |            |
| Thiam 30’ Balăkov 62’ | Marcatori | 5’ Jancker |

| Arbitro: | Jansen |

|                                         |           |             |
| Élber 37’ Scholl 70’ (rig.) Jancker 83’ | Marcatori | 21’ Schwarz |

| Arbitro: | Krug |

|            |           |                          |
| Scherz 41’ | Marcatori | 15’ Élber 73’ Santa Cruz |

| Arbitro: | Berg |

|  |           |           |
|  | Marcatori | 15’ Brand |

| Arbitro: | Merk |

|           |           |  |
| Sebők 14’ | Marcatori |  |

| Arbitro: | Aust |

|                                 |           |            |
| Élber 45’, 65’ Salihamidžić 56’ | Marcatori | 75’ Häßler |

| Arbitro: | Fandel |

|                   |           |           |
| Ailton 11’ (rig.) | Marcatori | 6’ Sérgio |

| Arbitro: | Strampe |

|                                                           |           |                      |
| Salihamidžić 7’, 83’ Élber 10’ Scholl 39’, 58’ Sérgio 64’ | Marcatori | 2’ Herrlich 72’ Addo |

| Arbitro: | Heynemann |

|                                 |           |                      |
| Möller 58’ Asamoah 68’ Sand 71’ | Marcatori | 33’ Élber 59’ Sérgio |

| Arbitro: | Steinborn |

|            |           |                        |
| Sérgio 13’ | Marcatori | 38’ Schur 63’ Fjørtoft |

| Arbitro: | Fandel |

|         |           |             |
| But 26’ | Marcatori | 18’ Jancker |

| Arbitro: | Krug |

|                      |           |  |
| Jancker 5’ Élber 48’ | Marcatori |  |

| Kaiserslautern 9 dicembre 2000, ore 20:15 CET 16ª giornata | Kaiserslautern | 0 – 0 referto | Bayern Monaco | Fritz-Walter-Stadion (41 500 spett.)\| Arbitro: \| Aust \| |
| Arbitro:                                                   | Aust           |               |               |                                                            |

| Arbitro: | Strampe |

|                |           |              |
| Élber 64’, 68’ | Marcatori | 28’ Barbarez |

#### Girone di ritorno
| Arbitro: | Berg |

|            |           |                                                 |
| Preetz 25’ | Marcatori | 16’ Santa Cruz 33’ (rig.) Effenberg 60’ Zickler |

| Arbitro: | Steinborn |

|                              |           |                  |
| Effenberg 21’, 89’ Élber 53’ | Marcatori | 41’, 59’ Baştürk |

| Arbitro: | Fröhlich |

|               |           |                           |
| Juskowiak 27’ | Marcatori | 13’, 60’ Élber 45’ Scholl |

| Arbitro: | Kemmling |

|          |           |  |
| Élber 8’ | Marcatori |  |

| Arbitro: | Wagner |

|            |           |  |
| Spizak 57’ | Marcatori |  |

| Arbitro: | Heynemann |

|             |           |           |
| Jancker 65’ | Marcatori | 25’ Kreuz |

| Arbitro: | Merk |

|                                   |           |                          |
| Agali 29’ Salou 51’ Jakobsson 61’ | Marcatori | 32’ Kuffour 66’ Jeremies |

| Arbitro: | Weiner |

|                          |           |  |
| Scholl 24’ Effenberg 38’ | Marcatori |  |

| Arbitro: | Krug |

|  |           |                      |
|  | Marcatori | 48’ Élber 80’ Sérgio |

| Arbitro: | Meyer |

|                       |           |                                  |
| Élber 47’ Jancker 67’ | Marcatori | 25’ (rig.), 89’ Pizarro 58’ Bode |

| Arbitro: | Strampe |

|           |           |               |
| Bobic 52’ | Marcatori | 6’ Santa Cruz |

| Arbitro: | Aust |

|            |           |                    |
| Jancker 3’ | Marcatori | 14’, 48’, 75’ Sand |

| Arbitro: | Jansen |

|  |           |                       |
|  | Marcatori | 22’ Scholl 90’ Tarnat |

| Arbitro: | Steinborn |

|            |           |  |
| Scholl 65’ | Marcatori |  |

| Arbitro: | Heynemann |

|  |           |                |
|  | Marcatori | 87’ Santa Cruz |

| Arbitro: | Wagner |

|                         |           |            |
| Jancker 55’ Zickler 90’ | Marcatori | 5’ Lokvenc |

| Arbitro: | Merk |

|              |           |               |
| Barbarez 90’ | Marcatori | 90’ Andersson |

### Coppa di Germania
| Arbitro: | Fröhlich |

|  |           |                                                    |
|  | Marcatori | 30’ (rig.) Scholl 43’ Zickler 51’ Fink 90’ Jancker |

| Arbitro: | Jansen |

|             |                      |                  |
| Ofodile 66’ | Marcatori            | 79’ Salihamidžić |
|             | Tiri di rigore 4 – 2 |                  |

### Coppa di Lega
| Arbitro: | Werthmann |

|                                                    |           |          |
| Jancker 5’ Scholl 31’ Wiesinger 48’ Santa Cruz 78’ | Marcatori | 33’ Buck |

| Arbitro: | Krug |

|              |           |                                                         |
| Michalke 61’ | Marcatori | 50’, 66’, 85’ Zickler 53’ Jancker 57’ (aut.) Sverrisson |

### Champions League

#### Fase a gironi
| Arbitro: | Barber |

|              |           |                                        |
| Johansen 90’ | Marcatori | 7’ Scholl 48’ Salihamidžić 55’ Jancker |

| Arbitro: | Marin |

|                                 |           |              |
| Jancker 73’ Élber 77’ Linke 80’ | Marcatori | 38’ Sørensen |

| Arbitro: | Messina |

|           |           |  |
| Leroy 90’ | Marcatori |  |

| Arbitro: | Pereira |

|                            |           |  |
| Salihamidžić 3’ Sérgio 89’ | Marcatori |  |

| Monaco di Baviera 24 ottobre 2000, ore 20:45 CEST 5ª giornata | Bayern Monaco | 0 – 0 referto | Helsingborg | Stadio Olimpico (19 000 spett.)\| Arbitro: \| Vassaras \| |
| Arbitro:                                                      | Vassaras      |               |             |                                                           |

| Arbitro: | Temmink |

|             |           |              |
| Johnsen 27’ | Marcatori | 88’ Jeremies |

#### Seconda fase a gironi
| Arbitro: | Aranda |

|              |           |  |
| Jeremies 55’ | Marcatori |  |

| Arbitro: | Braschi |

|                   |           |                       |
| Henry 4’ Kanu 55’ | Marcatori | 56’ Tarnat 66’ Scholl |

| Arbitro: | Fisker |

|           |           |  |
| Élber 79’ | Marcatori |  |

| Arbitro: | Nieto |

|  |           |                                   |
|  | Marcatori | 17’, 75’ (rig.) Scholl 87’ Sérgio |

| Arbitro: | Jol |

|                           |           |  |
| Govou 13’, 20’ Laigle 71’ | Marcatori |  |

| Arbitro: | Frisk |

|           |           |  |
| Élber 10’ | Marcatori |  |

#### Fase a eliminazione diretta
| Arbitro: | Nieto |

|  |           |            |
|  | Marcatori | 86’ Sérgio |

| Arbitro: | Pereira |

|                     |           |           |
| Élber 5’ Scholl 40’ | Marcatori | 49’ Giggs |

| Arbitro: | Dallas |

|  |           |           |
|  | Marcatori | 55’ Élber |

| Arbitro: | Nielsen |

|                       |           |          |
| Élber 8’ Jeremies 34’ | Marcatori | 14’ Figo |

| Arbitro: | Jol |

|                                                                |                      |                                                           |
| Effenberg 51’ (rig.)                                           | Marcatori            | 3’ (rig.) Mendieta                                        |
| Sérgio Salihamidžić Zickler Andersson Effenberg Lizarazu Linke | Tiri di rigore 5 – 4 | Mendieta Carew Zahovič Carboni Baraja González Pellegrino |

## Statistiche

### Statistiche di squadra
| Competizione      | Punti | In casa | In casa | In casa | In casa | In casa | In casa | In trasferta | In trasferta | In trasferta | In trasferta | In trasferta | In trasferta | Totale | Totale | Totale | Totale | Totale | Totale | DR  |
| Competizione      | Punti | G       | V       | N       | P       | Gf      | Gs      | G            | V            | N            | P            | Gf           | Gs           | G      | V      | N      | P      | Gf     | Gs     | DR  |
| ----------------- | ----- | ------- | ------- | ------- | ------- | ------- | ------- | ------------ | ------------ | ------------ | ------------ | ------------ | ------------ | ------ | ------ | ------ | ------ | ------ | ------ | --- |
| Bundesliga        | 63    | 17      | 12      | 1       | 4       | 37      | 20      | 17           | 7            | 5            | 5            | 25           | 17           | 34     | 19     | 6      | 9      | 62     | 37     | +25 |
| Coppa di Germania | -     | 0       | 0       | 0       | 0       | 0       | 0       | 2            | 1            | 1            | 0            | 5            | 1            | 2      | 1      | 1      | 0      | 5      | 1      | +4  |
| Coppa di Lega     | -     | 1       | 1       | 0       | 0       | 4       | 1       | 1            | 1            | 0            | 0            | 5            | 1            | 2      | 2      | 0      | 0      | 9      | 2      | +7  |
| Champions League  | -     | 9       | 7       | 2       | 0       | 13      | 4       | 8            | 4            | 2            | 2            | 11           | 8            | 17     | 11     | 4      | 2      | 24     | 12     | +12 |
| Totale            | 63    | 27      | 20      | 3       | 4       | 54      | 25      | 28           | 13           | 8            | 7            | 46           | 27           | 55     | 33     | 11     | 11     | 100    | 52     | +48 |

### Andamento in campionato
| Giornata  | 1 | 2 | 3 | 4 | 5 | 6 | 7 | 8 | 9 | 10 | 11 | 12 | 13 | 14 | 15 | 16 | 17 | 18 | 19 | 20 | 21 | 22 | 23 | 24 | 25 | 26 | 27 | 28 | 29 | 30 | 31 | 32 | 33 | 34 |
| --------- | - | - | - | - | - | - | - | - | - | -- | -- | -- | -- | -- | -- | -- | -- | -- | -- | -- | -- | -- | -- | -- | -- | -- | -- | -- | -- | -- | -- | -- | -- | -- |
| Luogo     | C | T | C | T | C | T | C | T | C | T  | C  | T  | C  | T  | C  | T  | C  | T  | C  | T  | C  | T  | C  | T  | C  | T  | C  | T  | C  | T  | C  | T  | C  | T  |
| Risultato | V | V | V | P | V | V | P | P | V | N  | V  | P  | P  | N  | V  | N  | V  | V  | V  | V  | V  | P  | N  | P  | V  | V  | P  | N  | P  | V  | V  | V  | V  | N  |
| Posizione | 2 | 1 | 1 | 2 | 1 | 1 | 1 | 3 | 1 | 2  | 2  | 2  | 4  | 4  | 4  | 5  | 3  | 2  | 2  | 1  | 1  | 1  | 1  | 2  | 1  | 1  | 1  | 1  | 2  | 2  | 2  | 2  | 1  | 1  |

Legenda:

Luogo: C = Casa; T = Trasferta. Risultato: V = Vittoria; N = Pareggio; P = Sconfitta.

### Statistiche dei giocatori
| Giocatore        | Bundesliga | Bundesliga | Bundesliga  | Bundesliga | Coppa di Germania | Coppa di Germania | Coppa di Germania | Coppa di Germania | Coppa di Lega | Coppa di Lega | Coppa di Lega | Coppa di Lega | Champions League | Champions League | Champions League | Champions League | Totale   | Totale | Totale      | Totale     |
| Giocatore        | Presenze   | Reti       | Ammonizioni | Espulsioni | Presenze          | Reti              | Ammonizioni       | Espulsioni        | Presenze      | Reti          | Ammonizioni   | Espulsioni    | Presenze         | Reti             | Ammonizioni      | Espulsioni       | Presenze | Reti   | Ammonizioni | Espulsioni |
| ---------------- | ---------- | ---------- | ----------- | ---------- | ----------------- | ----------------- | ----------------- | ----------------- | ------------- | ------------- | ------------- | ------------- | ---------------- | ---------------- | ---------------- | ---------------- | -------- | ------ | ----------- | ---------- |
| P. Andersson     | 22         | 1          | 0           | 0          | 1                 | 0                 | 0                 | 0                 | 2             | 0             | 0             | 0             | 12               | 0                | 1                | 0                | 37       | 1      | 1           | 0          |
| S. Backer        | 0          | 0          | 0           | 0          | 0                 | 0                 | 0                 | 0                 | 0             | 0             | 0             | 0             | 0                | 0                | 0                | 0                | 0        | 0      | 0           | 0          |
| A. Di Salvo      | 6          | 0          | 0           | 0          | 0                 | 0                 | 0                 | 0                 | 0             | 0             | 0             | 0             | 0                | 0                | 0                | 0                | 6        | 0      | 0           | 0          |
| A. Diarra        | 0          | 0          | 0           | 0          | 0                 | 0                 | 0                 | 0                 | 0             | 0             | 0             | 0             | 0                | 0                | 0                | 0                | 0        | 0      | 0           | 0          |
| B. Dreher        | 1          | 0          | 0           | 0          | 0                 | 0                 | 0                 | 0                 | 0             | 0             | 0             | 0             | 0                | 0                | 0                | 0                | 1        | 0      | 0           | 0          |
| S. Effenberg     | 20         | 4          | 9           | 1          | 0                 | 0                 | 0                 | 0                 | 0             | 0             | 0             | 0             | 10               | 1                | 5                | 0                | 30       | 5      | 14          | 1          |
| G. Élber         | 27         | 15         | 5           | 0          | 1                 | 0                 | 0                 | 0                 | 0             | 0             | 0             | 0             | 16               | 6                | 0                | 0                | 44       | 21     | 5           | 0          |
| T. Fink          | 24         | 1          | 4           | 0          | 2                 | 1                 | 0                 | 0                 | 2             | 0             | 0             | 0             | 10               | 0                | 2                | 0                | 38       | 2      | 6           | 0          |
| B. Göktan        | 1          | 0          | 0           | 0          | 0                 | 0                 | 0                 | 0                 | 0             | 0             | 0             | 0             | 0                | 0                | 0                | 0                | 1        | 0      | 0           | 0          |
| O. Hargreaves    | 14         | 0          | 1           | 0          | 1                 | 0                 | 0                 | 0                 | 1             | 0             | 1             | 0             | 4                | 0                | 0                | 0                | 20       | 0      | 2           | 0          |
| C. Jancker       | 25         | 12         | 8           | 0          | 2                 | 1                 | 0                 | 0                 | 2             | 2             | 0             | 0             | 15               | 2                | 1                | 0                | 44       | 17     | 9           | 0          |
| J. Jeremies      | 21         | 1          | 10          | 0          | 1                 | 0                 | 0                 | 0                 | 1             | 0             | 0             | 0             | 12               | 3                | 4                | 0                | 35       | 4      | 14          | 0          |
| O. Kahn          | 32         | 0          | 4           | 1          | 2                 | 0                 | 0                 | 0                 | 2             | 0             | 0             | 0             | 16               | 0                | 1                | 0                | 52       | 0      | 5           | 1          |
| S. Kling         | 0          | 0          | 0           | 0          | 0                 | 0                 | 0                 | 0                 | 0             | 0             | 0             | 0             | 0                | 0                | 0                | 0                | 0        | 0      | 0           | 0          |
| S. Kuffour       | 23         | 1          | 5           | 0          | 1                 | 0                 | 0                 | 0                 | 1             | 0             | 0             | 0             | 13               | 0                | 0                | 1                | 38       | 1      | 5           | 1          |
| T. Linke         | 28         | 0          | 6           | 0          | 0                 | 0                 | 0                 | 0                 | 1             | 0             | 0             | 0             | 15               | 1                | 2                | 0                | 44       | 1      | 8           | 0          |
| B. Lizarazu      | 15         | 0          | 2           | 1          | 1                 | 0                 | 0                 | 0                 | 0             | 0             | 0             | 0             | 10               | 0                | 5                | 0                | 26       | 0      | 7           | 1          |
| P. Mölzl         | 0          | 0          | 0           | 0          | 0                 | 0                 | 0                 | 0                 | 0             | 0             | 0             | 0             | 0                | 0                | 0                | 0                | 0        | 0      | 0           | 0          |
| W. Sagnol        | 27         | 0          | 5           | 0          | 1                 | 0                 | 0                 | 0                 | 1             | 0             | 0             | 0             | 14               | 0                | 1                | 0                | 43       | 0      | 6           | 0          |
| H. Salihamidžić  | 31         | 4          | 10          | 0          | 2                 | 1                 | 0                 | 0                 | 2             | 0             | 0             | 0             | 15               | 2                | 5                | 0                | 50       | 7      | 15          | 0          |
| R. Santa Cruz    | 19         | 5          | 1           | 0          | 1                 | 0                 | 0                 | 0                 | 2             | 1             | 0             | 0             | 6                | 0                | 0                | 0                | 28       | 6      | 1           | 0          |
| M. Scholl        | 29         | 9          | 7           | 0          | 1                 | 1                 | 0                 | 0                 | 2             | 1             | 0             | 0             | 16               | 5                | 2                | 0                | 48       | 16     | 9           | 0          |
| C. Sforza        | 20         | 0          | 2           | 0          | 2                 | 0                 | 0                 | 0                 | 2             | 0             | 0             | 0             | 9                | 0                | 2                | 0                | 33       | 0      | 4           | 0          |
| P. Sérgio        | 26         | 5          | 3           | 0          | 1                 | 0                 | 0                 | 0                 | 0             | 0             | 0             | 0             | 11               | 3                | 1                | 0                | 38       | 8      | 4           | 0          |
| A. Sinkala       | 0          | 0          | 0           | 0          | 0                 | 0                 | 0                 | 0                 | 0             | 0             | 0             | 0             | 0                | 0                | 0                | 0                | 0        | 0      | 0           | 0          |
| T. Strunz        | 5          | 0          | 0           | 0          | 1                 | 0                 | 0                 | 0                 | 1             | 0             | 0             | 0             | 2                | 0                | 0                | 0                | 9        | 0      | 0           | 0          |
| M. Tarnat        | 23         | 1          | 6           | 0          | 2                 | 0                 | 0                 | 0                 | 2             | 0             | 1             | 0             | 11               | 1                | 0                | 0                | 38       | 2      | 7           | 0          |
| S. Wessels       | 1          | 0          | 0           | 0          | 0                 | 0                 | 0                 | 0                 | 0             | 0             | 0             | 0             | 2                | 0                | 0                | 0                | 3        | 0      | 0           | 0          |
| M. Wiesinger     | 6          | 0          | 0           | 0          | 2                 | 0                 | 1                 | 0                 | 2             | 1             | 0             | 0             | 5                | 0                | 0                | 0                | 15       | 1      | 1           | 0          |
| S. Wojciechowski | 0          | 0          | 0           | 0          | 1                 | 0                 | 0                 | 0                 | 1             | 0             | 0             | 0             | 0                | 0                | 0                | 0                | 2        | 0      | 0           | 0          |
| A. Zickler       | 24         | 3          | 1           | 0          | 2                 | 1                 | 0                 | 0                 | 1             | 3             | 0             | 0             | 8                | 0                | 0                | 0                | 35       | 7      | 1           | 0          |